# Aramberri
Aramberri est une commune mexicaine (municipio) dans l'État du Nuevo León, au nord-est du pays. C'est aussi le nom du chef-lieu de ce municipio. Elle est située à l'extrémité sud-est de l'État. Elle a été fondée en 1626 sous le nom de Mission Santa María de los Angeles de Río Blanco dans la juridiction de Río Blanco, dans l'ancien Nouveau Royaume de León. Son nom actuel (qui signifie « nouvelle vallée » en basque) rend hommage à José Silvestre Aramberri, un général connu pour son implication dans la guerre de réforme. Elle est limitrophe des municipalités de Galeana et Iturbide au nord, Doctor Arroyo à l'ouest et au sud-ouest, General Zaragoza au sud et avec l'État de Tamaulipas à l'est.

## Histoire
La première colonie espagnole dans la région a eu lieu en 1626, lorsque le frère Lorenzo Cantú a établi une mission dans laquelle se trouve aujourd'hui le siège municipal d'Aramberri, afin d'évangéliser et de pacifier les tribus nomades d'Amérindiens appelées Negritos ou Bozalos et Janambres, qui habité jusqu'à son extinction dans ce qui est aujourd'hui le sud de Nuevo León et le sud-est de Tamaulipas. Cependant, la mission n'a pas eu de succès jusqu'à la fondation définitive de la Mission Santa María de los Angeles par Juan Ruíz Colmenero et plusieurs familles de colons espagnols en 1648 dans la région de la vallée du Río Blanco. C'était la division administrative la plus méridionale de le Nouvel Empire de León, qui comprenait également les communes actuelles du Docteur Arroyo, Galeana, le général Zaragoza et Mier y Noriega à Nuevo León et dans la mission de San Antonio de los Llanos, aujourd'hui Hidalgo, Tamaulipas. Santa María de los Angeles est restée presque inhabitée pendant une grande partie de son histoire. Elle a été créée en tant que municipalité, séparée de la vallée du Río Blanco et rebaptisée Aramberri en 1877.
Un jardin d'enfants d'El Yerbaniz, Aramberri, qui abrite trente familles, a remporté 20 millions de MXN lors du tirage au sort de l'avion présidentiel du 15 septembre 2020.

## Économie
L'économie d'Aramberri repose essentiellement sur l'agriculture, la production et l'exportation de légumes et de fruits. Bien que la partie la plus méridionale du Nuevo León ait un revenu par habitant inférieur à celui des autres régions de l'État de Nuevo León, Aramberri a un revenu par habitant supérieur à celui des municipalités adjacentes dans la partie sud de l'État. En 2008, avec un investissement de 150 millions de pesos, un parc techno-horticole a été inauguré dans la communauté de Sandia, Aramberri, c'est l'un des plus grands parcs agro-industriels de l'état de Nuevo León, le projet a été soutenu par le gouvernement de Nuevo León, plusieurs entrepreneurs de Monterrey et du sud de Nuevo León, et d'importantes institutions éducatives telles que l'Université Autonome de Nuevo León et l'Institut Technologique de Monterrey, le parc, comprend en 2009, plus de 80 serres dans une gamme de 2.570 m2, il a été récemment annoncé la création de 25 serres pour fin 2009 et premiers mois de 2010. Dans son premier semestre de fonctionnement en seulement 40 serres de son total de 80 qui ont été construites fin 2008 et début 2009, il avait 3 500 tonnes brutes de production de légumes, principalement différentes variétés de tomates, soit environ 70 tonnes en moyenne par serre, la production devrait augmenter de 20% pour chaque serre en 2009 et il existe des plans d'expansion et de création de plus de parcs agro-industriels dans la zone.

## Paléontologie
En 2002, Aramberri a attiré l'attention des médias nationaux et internationaux lorsqu'il a été annoncé la découverte d'un grand fossile de pliosaure, souvent appelé par la presse « le monstre d'Aramberri », car ils pensaient qu'il ressemblait au monstre du Loch Ness. Le spécimen est en fait un très grand pliosaure, atteignant peut-être 15 m de long. Les médias ont publié des rapports exagérés affirmant qu'il mesurait 25 m de long et pesait jusqu'à 150 000 kg, ce qui en aurait fait le plus grand prédateur de tous les temps. Cette erreur a été perpétuée de manière dramatique dans la série documentaire de la BBC Walking with Dinosaurs, qui l'a également classé prématurément comme un Liopleurodon ferox. Le 7 janvier 2003, le fossile a été transféré et reconstitué au Musée d'histoire naturelle de Karlsruhe en Allemagne, et a été conservé en exposition jusqu'en 2003, date à laquelle il a été transféré au Museo del Desierto à Saltillo, Coahuila. Le fossile est exposé au Museo de historia Mexicana de Monterrey.